# Giuseppe Mancinelli
Pour les articles homonymes, voir Mancinelli.
Giuseppe Mancinelli (né en 1813 à Naples, mort en 1875 à Palazzolo Castrocielo (Latium), est un peintre italien de l'école napolitaine actif au XIXe siècle.

## Biographie
Giuseppe Mancinelli est un artiste de tradition  académique.
À l'école des Beaux-Arts de Naples, il a comme élève Bernardo Celentano, Achille Talarico et Domenico Morelli et donne des leçons au jeune Edgar Degas au cours de ses séjours chez son grand-père à la villa Paternò de Capodimonte.

## Œuvres
- L'Apothéose d'Homère.

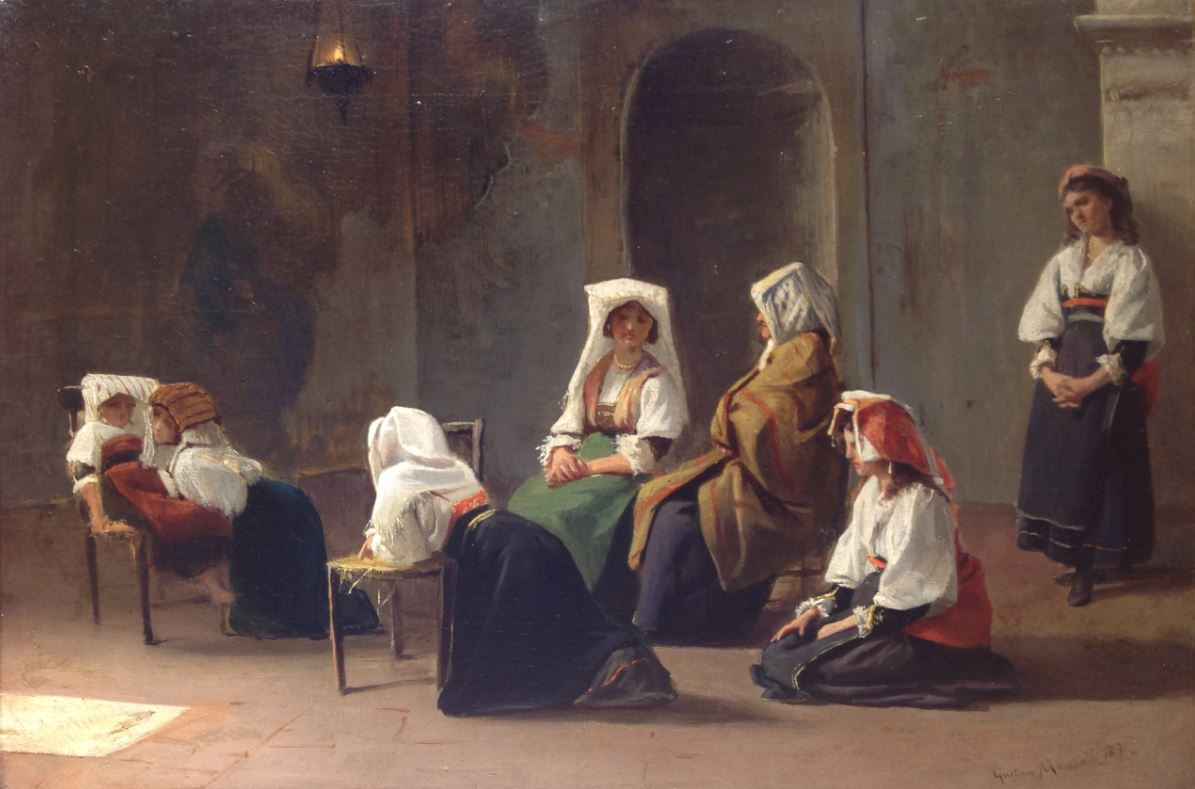
Dans l'église, collection particulière.

- Joseph interprète les rêves de Pharaon.
- Images religieuses.
- Persécution des premiers chrétiens.
- Notre-Dame du Bon Secours, église Santa Maria del Soccorso de Capodimonte (Naples)